# معرض نايلا للفنون
معرض نايلا للفنون، هو معرض فني في الرياض، بالمملكة العربية السعودية، والمعرض ليس صالة لعرض الأعمال الفنية فقط بل منصة تجمع الفنانين والنقاد وكل من يهتم بالفن والثقافة بشكل عام.

## تاريخ
تم افتتاح المعرض في عام 2012.

## فعاليات المعرض
يقدم المعرض بالإضافة إلى المعارض العديد من الفعاليات المختلفة التي تتضمن برامج تعليمية متنوعة مثل المحاضرات والندوات وورش العمل.